# Montagnac-d'Auberoche
Montagnac-d'Auberoche é uma comuna francesa na região administrativa da Nova Aquitânia, no departamento Dordonha. Estende-se por uma área de 10,09 km². Em 2010 a comuna tinha 146 habitantes (densidade: 14,5 hab./km²).